# NGC 525
NGC 525 je galaksija u zviježđu Ribe.

## Vanjske poveznice
- SEDS: NGC 0525